# (10793) Quito
(10793) Quito ist ein Asteroid des Hauptgürtels, der am 2. Februar 1992 vom belgischen Astronomen Eric Walter Elst an der Europäischen Südsternwarte entdeckt wurde.
Benannt wurde er am 2. März 2000 nach der Stadt Quito, der Hauptstadt des südamerikanischen Staats Ecuador.